# Список похороненных на Новодевичьем кладбище (Х)
Новодевичье кладбище является одним из самых известных некрополей Москвы. Оно было образовано в 1898 году вдоль южной стены Новодевичьего монастыря, где имеется дворянский некрополь XIX века. В советское время это было второе по значимости кладбище после некрополя у Кремлёвской стены. Многие могилы Новодевичьего кладбища являются объектами культурного наследия. В данной статье представлен список значимых людей, похороненных на Новодевичье кладбище, фамилии которых начинаются на букву «X».

## Список
- Хавкина, Жозефина Оскаровна (1942—2013) — многолетняя помощница и секретарь Л. К. Чуковской; 3 уч. 61 ряд.
- Хавкин, Оскар Адольфович (1912—1993) — русский писатель, поэт; 3 уч. 61 ряд.
- Халютина, Софья Васильевна (1875—1960) — актриса, педагог, народная артистка РСФСР; 2 уч. 15 ряд.
- Харитон, Юлий Борисович (1904—1996) — физик, физикохимик, один из руководителей проекта советской атомной бомбы, академик АН СССР; 9 уч. 2 ряд.
- Харкевич, Александр Александрович (1904—1965) — учёный в области электросвязи и электроакустики, академик АН СССР; 3 уч. пересечение 61 и 53 рядов.
- Харламов, Семён Ильич (1921—1990) — лётчик-истребитель, генерал-полковник авиации, Герой Советского Союза; 11 уч. 2 ряд
- Харлампиев, Анатолий Аркадьевич (1906—1979) — основоположник борьбы самбо, Заслуженный мастер спорта СССР, Заслуженный тренер СССР; 4 уч. 34 ряд
- Харченко, Виктор Кондратьевич (1911—1975) — Маршал инженерных войск; 7 уч. лев.ст. 10 ряд
- Хасин, Виктор Яковлевич (1915—1944) — лётчик-истребитель, майор авиации, Герой Советского Союза; 4 уч. 5 ряд
- Хворостовский, Дмитрий Александрович (1962—2017) — оперный певец, народный артист России; 9 уч. 4 ряд.
- Хвостов, Владимир Михайлович (1905—1972) — историк, академик АН СССР; 4 уч. 55 ряд.
- Хенкин, Владимир Яковлевич (1883—1953) — актёр театра, эстрадный артист, народный артист РСФСР; 2 уч. 24 ряд.
- Хетагуров, Георгий Иванович (1903—1975) — генерал армии, Герой Советского Союза; 7 уч. лев.ст. 11 ряд
- Хетагурова, Валентина Семёновна (1914—1992) — одна из зачинательниц хетагуровского движения (переселения девушек на Дальний Восток); 7 уч. лев.ст. 11 ряд.
- Хикмет, Назым (1902—1963) — турецкий поэт, писатель, сценарист, драматург; 8 уч. 29 ряд в районе Центральной аллеи.
- Хитрин, Лев Николаевич (1906—1965) — теплофизик, член-корреспондент АН СССР (1953); 6 уч. 14 ряд.
- Хитрук, Фёдор Савельевич (1917—2012) — советский и российский художник-мультипликатор; 3 уч. ряд 58а.
- Хламов, Григорий Сергеевич (1903—1968) — министр автомобильной и тракторной промышленности (1950—1953), тракторного и сельскохозяйственного машиностроения СССР (1955—1957); 6 уч. 37 ряд.
- Хлебников, Велимир (1885—1922) — поэт, прозаик, драматург; перезахоронен в 1960 году из деревни Ручьи Новгородской области; 8 уч. 6 ряд.
- Хлебников, Николай Михайлович (1895—1981) — генерал-полковник артиллерии (1944), Герой Советского Союза (1945); 7 уч. лев.ст. 17 ряд
- Хмелёв, Николай Павлович (1901—1945) — актёр театра и кино, режиссёр, художественный руководитель Театра имени Ермоловой и Художественного театра, народный артист СССР; автор памятника Е. А. Рудаков; 2 уч. 17 ряд.
- Хованский, Александр Панкратьевич (1890—1962) — театральный актёр, народный артист РСФСР (1954); 3 уч. 61 ряд.
- Ходурский, Антоний Марцельевич (1903—1972) — актёр театра и кино, актёр Театра Советской Армии с 1933 года, народный артист РСФСР (1954); колумбарий, 135 секция, в районе 7 уч. лев.ст. 16 ряда.
- Хользунов, Виктор Степанович (1905—1939) — лётчик, комдив, Герой Советского Союза; колумбарий, 3 уч. слева от барельефа дирижабля
- Хомяков, Алексей Степанович (1804—1860) — религиозный философ, публицист, член-корреспондент Петербургской АН; перезахоронен из Свято-Данилова монастыря в 1931 году; 2 уч.13 ряд
- Хорошко, Василий Константинович (1881—1949) — невропатолог, академик АМН СССР (1945); 2 уч. 14 ряд
- Хохлов, Александр Евгеньевич (1892—1966) — актёр театра и кино, народный артист РСФСР (1946); колумбарий, 127 секция.
- Хохлов, Иван Сергеевич (1895—1973) — председатель Совнаркома РСФСР (1940—1943) и правления Центросоюза (1938—1940, 1945—1955), генерал-лейтенант интендантской службы (1943); 7 уч. лев.ст. 4 ряд.
- Хохлов, Рем Викторович (1926—1977) — физик, один из основоположников нелинейной оптики, ректор Московского университета, академик АН СССР; 7 уч. лев.ст. 13 ряд.
- Хохлова, Александра Сергеевна (1897—1985) — киноактриса, педагог, заслуженная артистка РСФСР; 1 уч. 14 ряд рядом с мужем режиссёром Л. В. Кулешовым и дедом П. М. Третьяковым.
- Храмов, Николай Иванович (1913—1950) — лётчик, полковник, Герой Советского Союза (1948); 4 уч. 61 последний ряд
- Храпченко, Михаил Борисович (1904—1986) — литературовед, академик АН СССР (1966), Герой Социалистического Труда (1984); 10 уч. 3 ряд.
- Хрущёв, Никита Сергеевич (1894—1971) — Первый секретарь ЦК КПСС, Председатель Совета Министров СССР; автор памятника Эрнст Неизвестный; 7 уч. пр. ст. у входа на «новейшую» часть.
- Хрюкин, Тимофей Тимофеевич (1910—1953) — лётчик, генерал-полковник авиации, дважды Герой Советского Союза; автор памятника Е. В. Вучетич; 4 уч. 23 ряд